# DHB-Pokal 2007/08
Die Handballspiele um den DHB-Pokal 2007/08 der Männer fanden zwischen August 2007 und März 2008 statt. Die Endrunde, das Final Four, wurde am 29. und 30. März 2008 in der Color Line Arena in Hamburg ausgespielt. Der THW Kiel war Titelverteidiger, die ihren 4. Titel in der vorherigen Saison gewonnen hatten. DHB-Pokalsieger 2008 wurde der THW Kiel mit einem 32:29-Sieg gegen den HSV Hamburg.
Als Spieltermine wurden für die 1. Runde der 24. bis 26. August 2007, für die 2. Runde der 19. September 2007 und für die 3. Runde der 31. Oktober 2007 festgelegt. Das Achtelfinale fand am 28. November 2007, das Viertelfinale am 19. Dezember 2007 und das Final Four am 29./30. März 2008 statt.
In der 1. und 2. Pokalmeisterschaftsrunde wurden die Vereine nach geographischen Gesichtspunkten in zwei Gruppen eingeteilt.

In den Runden bis zum Viertelfinale hatten immer Spielklassentiefere das Heimrecht gegenüber Spielklassehöheren.

## Hauptrunden

### 1. Runde
Die Auslosung der 1. Runde fand am 23. Juni 2007 statt.

In der 1. Runde nahmen keine Mannschaften aus der 1. Bundesliga teil.

#### Nord
Die Spiele der 1. Runde Nord fanden vom 24. bis 26. August 2007 statt. Der Gewinner jeder Partie zog in die 2. Runde des DHB-Pokales 2008 ein.
| Heimmannschaft           | Endergebnis                      | Gastmannschaft          | Datum & Zeit            |
| ------------------------ | -------------------------------- | ----------------------- | ----------------------- |
| TSV Altenholz            | 23 : 24 (09 : 14)*               | SC Magdeburg II         | 24.08.07, Fr. 19:30 Uhr |
| Eintracht Hildesheim     | 34 : 35 n. V. (29 : 29, 13 : 14) | Stralsunder HV          | 24.08.07, Fr. 20:00 Uhr |
| VfL Edewecht             | 27 : 31 (11 : 13)                | VfL Fredenbeck          | 24.08.07, Fr. 20:00 Uhr |
| BFC Preussen             | 27 : 30 (13 : 19)                | HC Empor Rostock        | 25.08.07, Sa. 16:00 Uhr |
| HSG Charlottenburg III   | 25 : 39 (13 : 18)                | HSG Handball Lemgo II   | 25.08.07, Sa. 16:00 Uhr |
| SV Anhalt Bernburg       | 25 : 33 (12 : 19)                | TSV Hannover-Burgdorf   | 25.08.07, Sa. 16:30 Uhr |
| TSV Ellerbek III         | 26 : 29 (12 : 12)                | TSV GWD Minden II       | 25.08.07, Sa. 17:00 Uhr |
| SG Bergedorf/Kirchwerder | 24 : 35 (10 : 16)                | TSV Ellerbek            | 25.08.07, Sa. 17:00 Uhr |
| TSV Bremervörde          | 24 : 30 (15 : 12)                | TSV Hannover-Anderten   | 25.08.07, Sa. 17:30 Uhr |
| HSG Hohn/Elsdorf         | 29 : 38 (14 : 17)                | LHC Cottbus             | 25.08.07, Sa. 18:00 Uhr |
| MTV Herzhorn             | 36 : 25 (18 : 09)                | Dessau-Roßlauer HV II   | 25.08.07, Sa. 19:00 Uhr |
| 1. VfL Potsdam           | 28 : 32 (11 : 17)                | ASV Hamm                | 25.08.07, Sa. 19:30 Uhr |
| HSG Varel                | 24 : 22 (11 : 11)                | SG Achim/Baden          | 25.08.07, Sa. 19:30 Uhr |
| TV Emsdetten             | 37 : 29 (16 : 13)                | SV Post Schwerin        | 25.08.07, Sa. 19:30 Uhr |
| SG Schalksmühle-Halver   | 34 : 27 (18 : 09)                | SV Alfeld               | 25.08.07, Sa. 19:30 Uhr |
| TSG Calbe                | 21 : 35 (13 : 17)                | HSG Tarp-Wanderup       | 26.08.07, So. 15:00 Uhr |
| 1. VfL Potsdam II        | 21 : 28 (13 : 13)                | VfL Hameln              | 26.08.07, So. 15:00 Uhr |
| SV Concordia Staßfurt    | 25 : 30 (14 : 15)                | TuS Spenge              | 26.08.07, So. 16:00 Uhr |
| OSC Rheinhausen          | 22 : 24 (12 : 10)                | HSG Augustdorf/Hövelhof | 26.08.07, So. 16:00 Uhr |
| TV Jahn Hiesfeld         | 33 : 25 (15 : 07)                | VfL Horneburg           | 26.08.07, So. 16:15 Uhr |
| Dessau-Rosslauer HV      | 22 : 28 (10 : 10)                | OHV Aurich              | 26.08.07, So. 17:00 Uhr |

* Der SC Magdeburg II verzichtet auf sein Heimrecht wegen Hallenproblemen.
- Der 1. SV Concordia Delitzsch und die Ahlener SG waren eine Runde weiter durch ein Freilos.

#### Süd
Die Spiele der 1. Runde Süd fanden vom 24. bis 26. August 2007 statt. Der Gewinner jeder Partie zog in die 2. Runde des DHB-Pokales 2008 ein.
| Heimmannschaft                 | Endergebnis                      | Gastmannschaft              | Datum & Zeit            |
| ------------------------------ | -------------------------------- | --------------------------- | ----------------------- |
| SG Pforzheim/Eutingen          | 27 : 35 (13 : 21)                | Leichlinger TV              | 24.08.07, Fr. 20:00 Uhr |
| TV Willstädt-Ortenau           | 0 : 00 (0 : 00)*                 | TV Kirchzell                | 25.08.07, Sa. 00:00 Uhr |
| HSC 2000 Coburg                | 26 : 22 (15 : 09)                | HSG Gensungen-Felsberg      | 25.09.07, Sa. 16:30 Uhr |
| UVS Rheintal                   | 35 : 36 n. V. (31 : 31, 19 : 15) | TV Bittenfeld               | 25.09.07, Sa. 17:30 Uhr |
| HSG Düsseldorf                 | 40 : 20 (17 : 08)**              | HGW Hofweier                | 25.09.07, Sa. 18:00 Uhr |
| Bergischer HC                  | 29 : 34 (12 : 15)                | TSG Friesenheim             | 25.08.07, Sa. 18:15 Uhr |
| SC DHfK Leipzig                | 37 : 26 (16 : 10)                | HSG Baunatal                | 25.09.07, Sa. 18:30 Uhr |
| DJK Rimpar                     | 31 : 27 n. V. (24 : 24, 13 : 12) | Longericher SC              | 25.09.07, Sa. 19:00 Uhr |
| HSG Nieder-Roden               | 25 : 27 (13 : 15)                | EHV Aue                     | 25.09.07, Sa. 19:00 Uhr |
| HSG Dutenhofen/Münchholzhausen | 25 : 31 (11 : 14)                | TV Gelnhausen               | 25.09.07, Sa. 19:00 Uhr |
| HV Spielzeugstadt Sonneberg    | 19 : 35 (12 : 20)                | TUSPO Obernburg             | 25.09.07, Sa. 19:00 Uhr |
| TuS 82 Opladen                 | 31 : 35 (17 : 17)                | ThSV Eisenach               | 25.09.07, Sa. 19:00 Uhr |
| HG Saarlouis                   | 25 : 23 (12 : 11)                | SG Wallau/Massenheim        | 25.09.07, Sa. 19:30 Uhr |
| TV Korschenbroich              | 27 : 24 (15 : 12)                | HG Oftersheim/Schwetzingen  | 25.09.07, Sa. 19:30 Uhr |
| TV Neuhausen/Erms              | 31 : 24 (11 : 14)                | TSG Münster                 | 25.09.07, Sa. 20:00 Uhr |
| TSB Heilbronn-Horkheim         | 32 : 21 (14 : 09)                | TV Nieder-Olm               | 25.08.07, Sa. 20:00 Uhr |
| HC Elbflorenz                  | 16 : 32 (10 : 16)                | TSG Groß-Bieberau           | 25.09.07, Sa. 20:00 Uhr |
| VfL Waiblingen                 | 31 : 29 n. V. (25 : 25, 14 : 12) | SG Leutershausen            | 25.09.07, Sa. 20:00 Uhr |
| SG Kronau/Östringen II         | 35 : 31 (18 : 14)                | SG Bietigheim-Metterzimmern | 25.09.07, Sa. 19:00 Uhr |
| DJK BTB Aachen                 | 39 : 33 (18 : 13)                | SV Salamander Kornwestheim  | 26.09.07, So. 16:00 Uhr |
| TV 1886 Offenbach              | 22 : 24 (12 : 11)                | TSV Bayer Dormagen          | 26.09.07, So. 17:00 Uhr |

* Der TV Willstädt-Ortenau war eine Runde weiter durch den Verzicht vom TV Kirchzell.

** Die HGW Hofweier verzichtete auf das Heimrecht nach einer Anfrage von der HSG Düsseldorf.
- Der HC Erlangen und TV Hüttenberg waren eine Runde weiter durch ein Freilos.

### 2. Runde
Die Auslosung der 2. Runde fand am 27. August 2007 statt.

Die Ligen der Teams entsprachen der Saison 2007/08.

Für die 2. Runde waren folgende Mannschaften qualifiziert:
| 1. Bundesliga | 2. Bundesliga | Regionalliga | Oberliga und weitere |
| - Füchse Berlin - HSG Nordhorn - TBV Lemgo - Frisch Auf Göppingen - HSV Hamburg - HSG Wetzlar - THW Kiel - MT Melsungen - TUSEM Essen - TV Großwallstadt - HBW Balingen-Weilstetten - SC Magdeburg - VfL Gummersbach - Rhein-Neckar Löwen - Wilhelmshavener HV - TSV GWD Minden - TuS Nettelstedt-Lübbecke - SG Flensburg-Handewitt | Nord - TV Emsdetten - TuS Spenge - LHC Cottbus - TSV Hannover-Anderten - Ahlener SG - OHV Aurich - TSV Hannover-Burgdorf - Stralsunder HV - SC Magdeburg II - HC Empor Rostock - HSG Varel - ASV Hamm Süd - TUSPO Obernburg - ThSV Eisenach - TSV Bayer Dormagen - TV Hüttenberg - EHV Aue - HSG Düsseldorf - TV Korschenbroich - TV Bittenfeld - TV Willstätt-Ortenau - TSG Friesenheim - HSC 2000 Coburg - 1. SV Concordia Delitzsch | NHV - VfL Fredenbeck - VfL Hameln NOHV - HSG Tarp-Wanderup - TSV Ellerbek SHV - SG Kronau/Östringen II - VfL Waiblingen - TV Neuhausen/Erms - HC Erlangen SWHV - TSG Groß-Bieberau - TV Gelnhausen - HG Saarlouis WHV - HSG Augustdorf/Hövelhof - Leichlinger TV - TSV GWD Minden II - DJK BTB Aachen - HSG Handball Lemgo II - SG Schalksmühle-Halver | Schleswig-Holstein - MTV Herzhorn Nordrhein-Westfalen - TV Jahn Hiesfeld Baden-Württemberg - TSB Heilbronn-Horkheim Bayern - DJK Rimpar Sachsen - SC DHfK Leipzig |

#### Nord
Die Spiele der 2. Runde Nord fanden am 18./19. September 2007 statt. Der Gewinner jeder Partie zog in die 3. Runde des DHB-Pokales 2008 ein.
| Heimmannschaft            | Endergebnis        | Gastmannschaft           | Datum & Zeit            |
| ------------------------- | ------------------ | ------------------------ | ----------------------- |
| OHV Aurich                | 22 : 23 (13 : 10)  | TuS Nettelstedt-Lübbecke | 18.09.07, Di. 19:00 Uhr |
| SG Schalksmühle-Halver    | 35 : 40 (15 : 19)  | SC Magdeburg II          | 18.09.07, Di. 20:15 Uhr |
| THW Kiel                  | 44 : 27 (22 : 15)  | SC Magdeburg             | 18.09.07, Di. 20:15 Uhr |
| 1. SV Concordia Delitzsch | 27 : 33 (12 : 17)  | Ahlener SG               | 19.09.07, Mi. 19:00 Uhr |
| TV Jahn Hiesfeld          | 23 : 39 (16 : 17)  | HSG Nordhorn             | 19.09.07, Mi. 19:30 Uhr |
| ASV Hamm                  | 38 : 36 (16 : 18)  | TuS Spenge               | 19.09.07, Mi. 19:30 Uhr |
| HSG Tarp-Wanderup         | 24 : 36 (13 : 15)  | HSG Varel                | 19.09.07, Mi. 20:00 Uhr |
| Wilhelmshavener HV        | 29 : 20 (11 : 13)* | TSV GWD Minden II        | 19.09.07, Mi. 20:00 Uhr |
| VfL Fredenbeck            | 27 : 26 (11 : 12)  | VfL Hameln               | 19.09.07, Mi. 20:00 Uhr |
| HSG Augustdorf/Hövelhof   | 21 : 39 (08 : 18)  | Füchse Berlin            | 19.09.07, Mi. 20:00 Uhr |
| HSG Handball Lemgo II     | 28 : 29 (15 : 16)  | TSV Hannover-Anderten    | 19.09.07, Mi. 20:00 Uhr |
| LHC Cottbus               | 18 : 35 (08 : 20)  | HSV Hamburg              | 19.09.07, Mi. 20:00 Uhr |
| TSV Ellerbek              | 21 : 39 (09 : 20)  | TV Emsdetten             | 19.09.07, Mi. 20:00 Uhr |
| Stralsunder HV            | 32 : 35 (17 : 14)  | SG Flensburg-Handewitt   | 19.09.07, Mi. 20:15 Uhr |
| HC Empor Rostock          | 30 : 26 (17 : 10)  | TSV GWD Minden           | 19.09.07, Mi. 20:15 Uhr |
| MTV Herzhorn              | 27 : 36 (10 : 15)  | TSV Hannover-Burgdorf    | 19.09.07, Mi. 20:30 Uhr |

* Der TSV GWD Minden II verzichtet auf sein Heimrecht nach einer Anfrage vom Wilhelmshavener HV.

#### Süd
Die Spiele der 2. Runde Süd fanden am 7./18./19. September 2007 statt. Der Gewinner jeder Partie zog in die 3. Runde des DHB-Pokales 2008 ein.
| Heimmannschaft           | Endergebnis                              | Gastmannschaft       | Datum & Zeit            |
| ------------------------ | ---------------------------------------- | -------------------- | ----------------------- |
| DJK Rimpar               | 30 : 33 (13 : 13)                        | HG Saarlouis         | 07.09.07, Fr. 20:00 Uhr |
| ThSV Eisenach            | 32 : 31 (14 : 15)                        | TSV Bayer Dormagen   | 18.09.07, Di. 19:00 Uhr |
| TV Korschenbroich        | 35 : 34 n. V. (30 : 30, 17 : 14)         | MT Melsungen         | 18.09.07, Di. 20:00 Uhr |
| VfL Waiblingen           | 30 : 24 (16 : 13)                        | Leichlinger TV       | 18.09.07, Di. 20:00 Uhr |
| TSB Heilbronn-Horkheim   | 26 : 37 (12 : 20)                        | VfL Gummersbach      | 18.09.07, Di. 20:00 Uhr |
| TSG Groß-Bieberau        | 21 : 29 (14 : 14)                        | HSG Wetzlar          | 18.09.07, Di. 20:00 Uhr |
| TV Großwallstadt         | 32 : 28 (16 : 12)*                       | TV Hüttenberg        | 18.09.07, Di. 20:00 Uhr |
| SG Kronau/Östringen II   | 28 : 30 (14 : 13)                        | TV Willstätt-Ortenau | 18.09.07, Di. 20:00 Uhr |
| EHV Aue                  | 28 : 33 (12 : 18)                        | TUSEM Essen          | 19.09.07, Mi. 19:30 Uhr |
| TV Neuhausen/Erms        | 31 : 34 (16 : 19)                        | HC Erlangen          | 19.09.07, Mi. 20:00 Uhr |
| DJK BTB Aachen           | 48 : 49 n.S. (46 : 46, 34 : 34, 15 : 16) | HSC 2000 Coburg      | 19.09.07, Mi. 20:00 Uhr |
| SC DHfK Leipzig          | 21 : 37 (14 : 16)                        | TBV Lemgo            | 19.09.07, Mi. 20:00 Uhr |
| TUSPO Obernburg          | 23 : 40 (14 : 21)                        | Rhein-Neckar Löwen   | 19.09.07, Mi. 20:00 Uhr |
| TV Gelnhausen            | 23 : 34 (8 : 19)                         | HSG Düsseldorf       | 19.09.07, Mi. 20:00 Uhr |
| HBW Balingen-Weilstetten | 27 : 28 (13 : 14)                        | Frisch Auf Göppingen | 19.09.07, Mi. 20:15 Uhr |
| TV Bittenfeld            | 25 : 35 (15 : 20)                        | TSG Friesenheim      | 19.09.07, Mi. 20:30 Uhr |

* Der TV Hüttenberg verzichtet auf das Heimrecht wegen Hallenproblemen.

### 3. Runde
Die Auslosung der 3. Runde fand am 21. September 2007 statt.

Die Ligen der Teams entsprachen der Saison 2007/08.

Für die 3. Runde waren folgende Mannschaften qualifiziert:
| 1. Bundesliga | 2. Bundesliga | Regionalliga |
| - THW Kiel - HSV Hamburg - SG Flensburg-Handewitt - VfL Gummersbach - HSG Nordhorn - TBV Lemgo - Rhein-Neckar Löwen - TV Großwallstadt - Frisch Auf Göppingen - Wilhelmshavener HV - HSG Wetzlar - TuS Nettelstedt-Lübbecke - Füchse Berlin - TUSEM Essen | Nord - Ahlener SG - ASV Hamm - TSV Hannover-Burgdorf - TV Emsdetten - HSG Varel - HC Empor Rostock - SC Magdeburg II - TSV Hannover-Anderten Süd - HSG Düsseldorf - TV 08 Willstätt-Ortenau - ThSV Eisenach - TSG Friesenheim - HSC 2000 Coburg - TV Korschenbroich | Norddeutscher Handball-Verband - VfL Fredenbeck Süddeutscher Handballverband - VfL Waiblingen - HC Erlangen Südwestdeutscher Handballverband - HG Saarlouis |

Die Spiele der 3. Runde fanden am 30./31. Oktober 2007 statt. Der Gewinner jeder Partie zog in das Achtelfinale des DHB-Pokales 2008 ein.
| Heimmannschaft          | Endergebnis       | Gastmannschaft           | Datum & Zeit            |
| ----------------------- | ----------------- | ------------------------ | ----------------------- |
| HSG Düsseldorf          | 32 : 27 (13 : 13) | Füchse Berlin            | 30.10.07, Di. 20:00 Uhr |
| HSG Nordhorn            | 34 : 31 (18 : 13) | SG Flensburg-Handewitt   | 30.10.07, Di. 20:15 Uhr |
| TSG Friesenheim         | 35 : 30 (17 : 16) | Wilhelmshavener HV       | 30.10.07, Di. 20:15 Uhr |
| SC Magdeburg II         | 24 : 37 (10 : 19) | VfL Gummersbach          | 31.10.07, Mi. 16:30 Uhr |
| ThSV Eisenach           | 27 : 37 (16 : 15) | Frisch Auf Göppingen     | 31.10.07, Mi. 18:00 Uhr |
| TV Korschenbroich       | 26 : 41 (12 : 22) | THW Kiel                 | 31.10.07, Mi. 19:00 Uhr |
| HSV Hamburg             | 32 : 26 (15 : 11) | TUSEM Essen              | 31.10.07, Mi. 19:30 Uhr |
| HC Erlangen             | 33 : 38 (07 : 16) | HC Empor Rostock         | 31.10.07, Mi. 19:30 Uhr |
| TV 08 Willstätt-Ortenau | 35 : 31 (18 : 14) | HSG Varel                | 31.10.07, Mi. 19:30 Uhr |
| VfL Waiblingen          | 21 : 28 (10 : 16) | TuS Nettelstedt-Lübbecke | 31.10.07, Mi. 20:00 Uhr |
| VfL Fredenbeck          | 21 : 34 (12 : 18) | ASV Hamm                 | 31.10.07, Mi. 20:00 Uhr |
| TSV Hannover-Anderten   | 24 : 37 (10 : 17) | HSG Wetzlar              | 31.10.07, Mi. 20:00 Uhr |
| HG Saarlouis            | 30 : 35 (15 : 18) | TSV Hannover-Burgdorf    | 31.10.07, Mi. 20:00 Uhr |
| HSC 2000 Coburg         | 30 : 28 (14 : 14) | Ahlener SG               | 31.10.07, Mi. 20:00 Uhr |
| TV Emsdetten            | 32 : 38 (14 : 18) | TV Großwallstadt         | 31.10.07, Mi. 20:00 Uhr |
| Rhein-Neckar Löwen      | 32 : 29 (18 : 15) | TBV Lemgo                | 31.10.07, Mi. 20:15 Uhr |

### Achtelfinale
Die Auslosung des Achtelfinales fand am 4. November 2007 statt.

Die Ligen der Teams entsprachen der Saison 2007/08.

Für das Achtelfinale waren folgende Mannschaften qualifiziert:
| 1. Bundesliga | 2. Bundesliga |
| - THW Kiel - HSV Hamburg - Rhein-Neckar Löwen - HSG Nordhorn - VfL Gummersbach - Frisch Auf Göppingen - TV Großwallstadt - HSG Wetzlar - TuS Nettelstedt-Lübbecke | Nord - ASV Hamm - TSV Hannover-Burgdorf - HC Empor Rostock Süd - HSG Düsseldorf - TV Willstätt-Ortenau - HSC 2000 Coburg - TSG Friesenheim |

Die Spiele des Achtelfinales fanden am 27./28. November 2007 statt. Der Gewinner jeder Partie zog in das Viertelfinale des DHB-Pokales 2008 ein.
| Heimmannschaft        | Endergebnis        | Gastmannschaft           | Datum & Zeit            |
| --------------------- | ------------------ | ------------------------ | ----------------------- |
| ASV Hamm              | 33 : 39 (17 : 20)* | THW Kiel                 | 27.11.07, Di. 19:30 Uhr |
| HSC 2000 Coburg       | 36 : 37 (18 : 15)  | TSG Friesenheim          | 27.11.07, Di. 20:00 Uhr |
| VfL Gummersbach       | 33 : 30 (19 : 15)  | Frisch Auf Göppingen     | 27.11.07, Di. 20:15 Uhr |
| HSG Nordhorn          | 46 : 27 (24 : 13)  | TV Willstätt-Ortenau     | 27.11.07, Di. 20:15 Uhr |
| HC Empor Rostock      | 31 : 33 (17 : 14)  | Rhein-Neckar Löwen       | 28.11.07, Mi. 20:00 Uhr |
| TSV Hannover-Burgdorf | 24 : 22 (12 : 07)  | HSG Wetzlar              | 28.11.07, Mi. 20:00 Uhr |
| HSG Düsseldorf        | 27 : 20 (12 : 10)  | TuS Nettelstedt-Lübbecke | 28.11.07, Mi. 20:00 Uhr |
| HSV Hamburg           | 31 : 27 (12 : 13)  | TV Großwallstadt         | 28.11.07, Mi. 20:15 Uhr |

* Kiel verzichtete auf Heimrecht incl. einer Einigung auf finanzielle Entschädigung.

### Viertelfinale
Die Auslosung des Viertelfinales fand am 2. Dezember 2007 statt.

Die Ligen der Teams entsprachen der Saison 2007/08.

Für das Viertelfinale waren folgende Mannschaften qualifiziert:
| 1. Bundesliga                                                                  | 2. Bundesliga                                                       |
| - THW Kiel - HSV Hamburg - VfL Gummersbach - HSG Nordhorn - Rhein-Neckar Löwen | Nord - TSV Hannover-Burgdorf Süd - HSG Düsseldorf - TSG Friesenheim |

Die Spiele des Viertelfinales fanden am 18./19. Dezember 2007 statt. Der Gewinner jeder Partie zog in das Final Four des DHB-Pokales 2008 ein.
| Heimmannschaft     | Endergebnis       | Gastmannschaft        | Datum & Zeit            |
| ------------------ | ----------------- | --------------------- | ----------------------- |
| THW Kiel           | 37 : 26 (21 : 13) | TSG Friesenheim       | 18.12.07, Di. 19:00 Uhr |
| HSV Hamburg        | 33 : 30 (18 : 15) | VfL Gummersbach       | 18.12.07, Di. 20:15 Uhr |
| HSG Düsseldorf     | 29 : 30 (13 : 12) | HSG Nordhorn          | 19.12.07, Mi. 20:00 Uhr |
| Rhein-Neckar Löwen | 40 : 28 (19 : 15) | TSV Hannover-Burgdorf | 19.12.07, Mi. 20:15 Uhr |

## Final Four

### Halbfinale
Die Auslosung des Halbfinales fand am 20. Dezember 2007 um 11:00 Uhr statt.

Für das Halbfinale waren folgende Mannschaften qualifiziert:
| Bundesliga                                                   |
| - THW Kiel - HSV Hamburg - HSG Nordhorn - Rhein-Neckar Löwen |

Die Spiele des Halbfinales fanden am 29. März 2008 statt. Der Gewinner jeder Partie zog in das Finale des DHB-Pokales 2008 ein.
| Heimmannschaft | Endergebnis       | Gastmannschaft     | Datum & Zeit            |
| -------------- | ----------------- | ------------------ | ----------------------- |
| THW Kiel       | 38 : 34 (24 : 19) | Rhein-Neckar Löwen | 29.03.08, Sa. 13:15 Uhr |
| HSG Nordhorn   | 32 : 34 (14 : 16) | HSV Hamburg        | 29.03.08, Sa. 15:15 Uhr |

1. Halbfinale

29. März 2008 in Hamburg, Color Line Arena, 12.812 Zuschauer
THW Kiel: Omeyer, Andersson – Klein  (8), Karabatić   (8), Lövgren (7/2), Kavtičnik  (6/1), Andersson  (4), Ahlm  (3), Lund (2), Wessig, Lundström, Anic, Szilágyi
Rhein-Neckar Löwen: Szmal, Fritz – Jurasik  (10/5), Schelmenko   (7), Gensheimer (3), Bielecki  (3), Tkaczyk  (3), Harbok  (3), Schwarzer (3), Klimovets  (2), Buday, Roggisch, Szlezak, Groetzki
Schiedsrichter: Frank Lemme & Bernd Ullrich
2. Halbfinale

29. März 2008 in Hamburg, Color Line Arena, 12.812 Zuschauer
HSG Nordhorn: Gentzel, Katsigiannis – Glandorf (11), Myrhol  (8), Machulla  (3), Filip (3/1), Mamelund   (2), Weinhold (2), Šprem  (2), Stojković  (1), Verjans, Kubeš , Przybecki, Kukučka 
HSV Hamburg: Bitter, Sandström, Müller  (1/1) – K. Lijewski (7), Hens (7), B. Gille   (5), G. Gille   (4), Yoon (4/2), Lindberg (3), Ursic  (1), Souza (1), Schult (1), Torgowanow, Grimm
Schiedsrichter: Bernd Andler & Harald Andler

### Finale
Das Finale fand am 30. März 2008 statt. Der Gewinner der Partie war Sieger des DHB-Pokales 2008.
| Heimmannschaft | Endergebnis       | Gastmannschaft | Datum & Zeit            |
| -------------- | ----------------- | -------------- | ----------------------- |
| THW Kiel       | 32 : 29 (17 : 18) | HSV Hamburg    | 30.03.08, So. 14:05 Uhr |

30. März 2008 in Hamburg, Color Line Arena, 12800 Zuschauer
THW Kiel: Omeyer, Andersson – Karabatić  (9), Kavtičnik   (8/2), Ahlm     (6), Lund (4), Lövgren (3), Lundström (1), Anic (1), Wessig, Andersson , Szilágyi, Klein 
HSV Hamburg: Bitter, Sandström – Yoon (10/3), Lindberg  (5/1), Hens  (4), Souza (2), Grimm  (2), G. Gille   (2), K. Lijewski  (2), Ursic (1), B. Gille  (1), Schult, Torgowanow 
Schiedsrichter: Matthias Dang & Thorsten Zacharias